# Helpershain
Helpershain ist ein Ortsteil der Stadt Ulrichstein im mittelhessischen Vogelsbergkreis. Das Gewanndorf liegt nordöstlich des Kernorts Ulrichstein im Vogelsberg an der Felda. Im Ort treffen sich die Landesstraßen 3162 und 3163.

## Ortsgeschichte

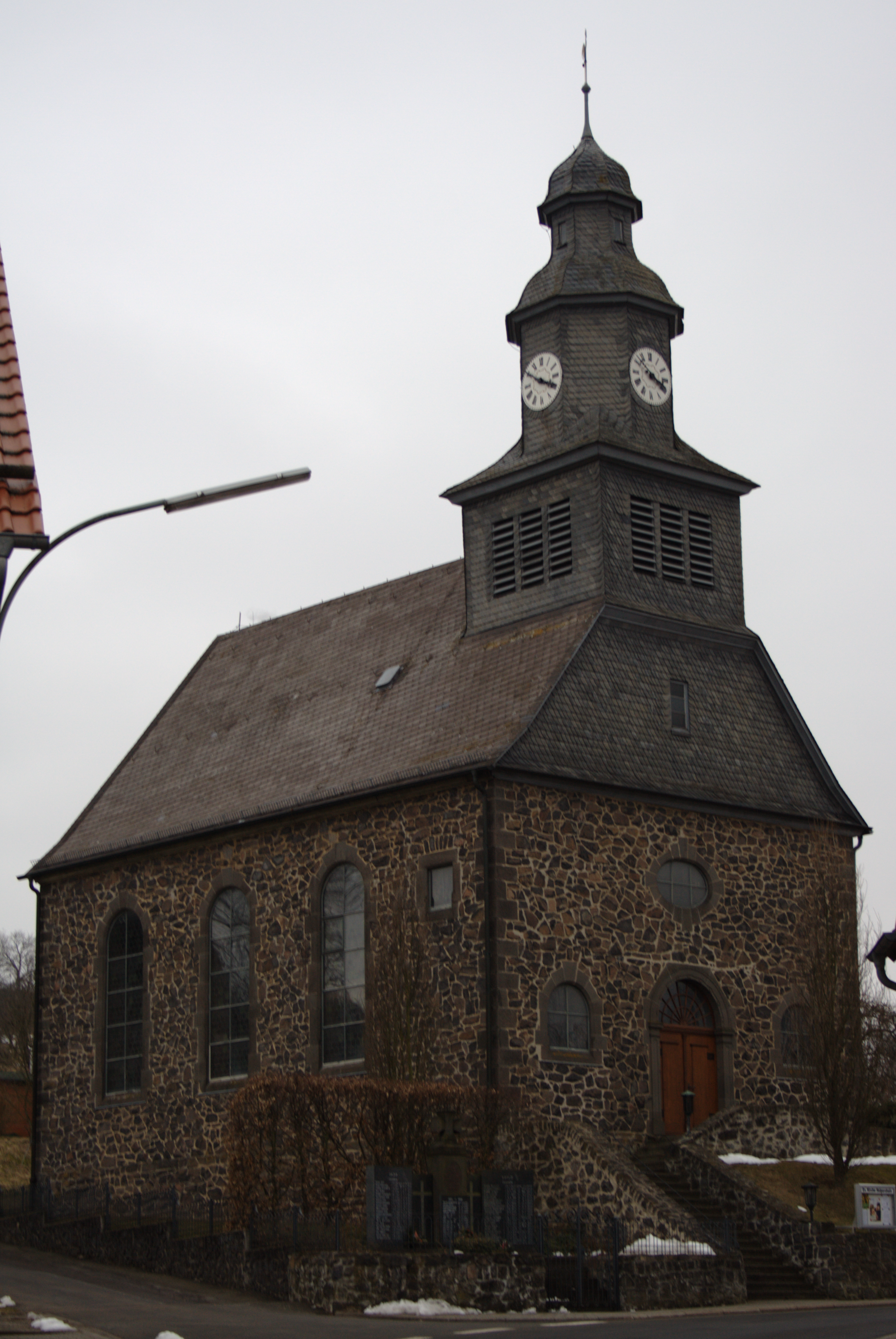
Evangelische Kirche in Helpershain

### Mittelalter
Helpershain entstand wahrscheinlich im 12. oder 13. Jahrhundert. Helpershain  wurde erstmals im Jahr 1266 als „Helfericheshaghain“ erwähnt, niedergeschrieben in einem Kopialbuch des 14. Jahrhunderts. Das Dorf wird hier zusammen mit Köddingen erwähnt. In dieser Form ist das Grundwort verschrieben.
Vermutlich 1295 wird der Zehnte in „Helfericheshan“ angeführt. In einer Urkunde von 1351 heißt es erneut: „den Czendin czu Helferichshain“.
1592 wird in einem Salbuch der Ortsname erstmals in der nhd. Sprachform schriftlich fixiert.
Abgeleitet ist der Ortsname von dem Rufnamen Helfrich.

### Neuzeit
Die heutige evangelische Kirche wurde 1908 erbaut, ihre Vorgängerin von 1669 mit Erweiterung 1717 zu einer Querkirche wurde 1910 abgebrochen. Kirchlich gehörte Helpershain vor der Reformation zum Kirchspiel Ober-Ohmen. Nach der Reformation gehörte es als Filiale zur Kirchengemeinde Stumpertenrod.
Die Statistisch-topographisch-historische Beschreibung des Großherzogthums Hessen berichtet 1830 über Helpershain:

„Helpershain (L. Bez. Alsfeld) evangel. Filialdorf; liegt im Vogelsberg, 3 1⁄2 St. von Alsfeld, hat 100 Häuser und 523 Einwohner, die außer 1 Katholiken evangelisch sind, so wie 2 Mahlmühlen. Die Einwohner beschäftigen sich auch stark mit der Verarbeitung des Flachses.“

Früher gab es im Ort die heute fast ausgestorbenen Handwerke Nagelschmied und Schindler. Außerdem wurde im Dorf die Handweberei betrieben.
Im Zuge der Gebietsreform in Hessen fusionierten die bis dahin selbständige Gemeinde Helpershain und weitere Gemeinden zum 31. Dezember 1971 freiwillig mit der Stadt Ulrichstein zur erweiterten Stadt Ulrichstein.
Für Helpershain wurde ein Ortsbezirk errichtet.

### Verwaltungsgeschichte im Überblick
Die folgende Liste zeigt die Staaten und Verwaltungseinheiten, denen Helpershain angehört(e):
- vor 1567: Heiliges Römisches Reich, Landgrafschaft Hessen, Amt Ulrichstein
- ab 1567: Heiliges Römisches Reich, Amt Ulrichstein (Söhne der Margarethe von der Saale)[15]
- ab 1570: Heiliges Römisches Reich, Landgrafschaft Hessen-Marburg, Amt Ulrichstein
- 1604–1648: Heiliges Römisches Reich, strittig zwischen Landgrafschaft Hessen-Darmstadt und Landgrafschaft Hessen-Kassel (Hessenkrieg)
- ab 1604: Heiliges Römisches Reich, Landgrafschaft Hessen-Darmstadt, Oberfürstentum Hessen, Amt Ulrichstein, Gericht Felda[16]
- 1787: Heiliges Römisches Reich, Landgrafschaft Hessen-Darmstadt, Oberfürstentum Hessen, Amt Ulrichstein[17]
- ab 1806: Großherzogtum Hessen,[Anm. 2] Fürstentum Oberhessen, Amt (und Gericht ab 1803) Ulrichstein[18][19]
- ab 1815: Großherzogtum Hessen, Provinz Oberhessen, Amt Ulrichstein[20]
- ab 1821: Großherzogtum Hessen, Provinz Oberhessen, Landratsbezirk Romrod[21][Anm. 3]
- ab 1829: Großherzogtum Hessen, Provinz Oberhessen, Landratsbezirk Alsfeld (Amtssitzverlegung)
- ab 1832: Großherzogtum Hessen, Provinz Oberhessen, Landkreis Alsfeld
- ab 1838: Großherzogtum Hessen, Provinz Oberhessen, Kreis Grünberg
- ab 1848: Großherzogtum Hessen, Regierungsbezirk Alsfeld
- ab 1852: Großherzogtum Hessen, Provinz Oberhessen, Kreis Alsfeld
- ab 1867: Norddeutscher Bund,[Anm. 4] Großherzogtum Hessen, Provinz Oberhessen, Kreis Alsfeld
- ab 1871: Deutsches Reich, Großherzogtum Hessen, Provinz Oberhessen, Kreis Alsfeld
- ab 1874: Deutsches Reich, Großherzogtum Hessen, Provinz Oberhessen, Kreis Schotten
- ab 1918: Deutsches Reich (Weimarer Republik), Volksstaat Hessen, Provinz Oberhessen, Kreis Schotten
- ab 1938: Deutsches Reich, Volksstaat Hessen, Landkreis Alsfeld[22][Anm. 5]
- ab 1945: Amerikanische Besatzungszone, Groß-Hessen,[Anm. 6] Regierungsbezirk Darmstadt, Landkreis Alsfeld
- ab 1946: Amerikanische Besatzungszone, Hessen, Regierungsbezirk Darmstadt, Landkreis Alsfeld
- ab 1949: Bundesrepublik Deutschland, Hessen, Regierungsbezirk Darmstadt, Landkreis Alsfeld
- ab 1971: Bundesrepublik Deutschland, Hessen, Regierungsbezirk Darmstadt, Landkreis Lauterbach
- ab 1972: Bundesrepublik Deutschland, Hessen, Regierungsbezirk Darmstadt, Vogelsbergkreis, Stadt Ulrichstein[Anm. 7]
- ab 1981: Bundesrepublik Deutschland, Hessen, Regierungsbezirk Gießen, Vogelsbergkreis, Stadt Ulrichstein

### Gerichte seit 1803
In der Landgrafschaft Hessen-Darmstadt wurde mit Ausführungsverordnung vom 9. Dezember 1803 das Gerichtswesen neu organisiert. Für die Provinz Oberhessen wurde das Hofgericht Gießen als Gericht der zweiten Instanz eingerichtet. Die Rechtsprechung der ersten Instanz wurde durch die Ämter bzw. Standesherren vorgenommen und somit war für Helpershain das Amt Ulrichstein zuständig. Nach der Gründung des Großherzogtums Hessen 1806 wurden die Aufgaben der ersten Instanz 1821–1822 im Rahmen der Trennung von Rechtsprechung und Verwaltung auf die neu geschaffenen Land- bzw. Stadtgerichte übertragen. Helpershain viel in den Gerichtsbezirk des „Landgerichts Alsfeld“. Durch Verfügung des Großherzoglich Hessischen Ministerium des Innern und der Justiz wurde am 1. Dezember 1838 Helpershain an den Bezirk des neu errichteten Landgerichts Ulrichstein abgetreten.
Anlässlich der Einführung des Gerichtsverfassungsgesetzes mit Wirkung vom 1. Oktober 1879, infolge derer die bisherigen großherzoglichen Landgerichte durch Amtsgerichte an gleicher Stelle ersetzt wurden, während die neu geschaffenen Landgerichte nun als Obergerichte fungierten, kam es zur Umbenennung in „Amtsgericht Ulrichstein“ und Zuteilung zum Bezirk des Landgerichts Gießen.
1943 verlor das Amtsgericht Ulrichstein seine Selbständigkeit und wurde zur Zweigstelle des Amtsgerichts Schotten. Mit Wirkung zum 1. Juli 1968 erfolgte die Auflösung des Amtsgerichts Schotten, und Helpershain kam zum Gerichtsbezirk des Amtsgerichts Alsfeld.

## Bevölkerung

### Einwohnerstruktur 2011
Nach den Erhebungen des Zensus 2011 lebten am Stichtag dem 9. Mai 2011 in Helpershain 321 Einwohner. Darunter waren 3 (0,9 %) Ausländer. Nach dem Lebensalter waren 36 Einwohner unter 18 Jahren, 114 zwischen 18 und 49, 87 zwischen 50 und 64 und 81 Einwohner waren älter. Die Einwohner lebten in 132 Haushalten. Davon waren 24 Singlehaushalte, 48 Paare ohne Kinder und 42 Paare mit Kindern, sowie 15 Alleinerziehende und keine Wohngemeinschaften. In 30 Haushalten lebten ausschließlich Senioren und in 75 Haushaltungen lebten keine Senioren.

### Einwohnerentwicklung
| • 1806: | 463 Einwohner, 91 Häuser           |
| • 1829: | 523 Einwohner, 100 Häuser          |
| • 1867: | 524 Einwohner, 95 bewohnte Gebäude |
| • 1875: | 539 Einwohner, 98 bewohnte Gebäude |

| Helpershain: Einwohnerzahlen von 1791 bis 2011 | Helpershain: Einwohnerzahlen von 1791 bis 2011 | Helpershain: Einwohnerzahlen von 1791 bis 2011 | Helpershain: Einwohnerzahlen von 1791 bis 2011 | Helpershain: Einwohnerzahlen von 1791 bis 2011 |
| --- | ---------------------------------------------- | ---------------------------------------------- | ---------------------------------------------- | ---------------------------------------------- |
| Jahr |                                                |                                                |                                                | Einwohner                                      |
| 1791 | 1791                                           |                                                | 471                                            | 471                                            |
| 1800 | 1800                                           |                                                | 464                                            | 464                                            |
| 1806 | 1806                                           |                                                | 463                                            | 463                                            |
| 1829 | 1829                                           |                                                | 523                                            | 523                                            |
| 1834 | 1834                                           |                                                | 531                                            | 531                                            |
| 1840 | 1840                                           |                                                | 524                                            | 524                                            |
| 1846 | 1846                                           |                                                | 534                                            | 534                                            |
| 1852 | 1852                                           |                                                | 530                                            | 530                                            |
| 1858 | 1858                                           |                                                | 505                                            | 505                                            |
| 1864 | 1864                                           |                                                | 529                                            | 529                                            |
| 1871 | 1871                                           |                                                | 529                                            | 529                                            |
| 1875 | 1875                                           |                                                | 539                                            | 539                                            |
| 1885 | 1885                                           |                                                | 522                                            | 522                                            |
| 1895 | 1895                                           |                                                | 496                                            | 496                                            |
| 1905 | 1905                                           |                                                | 522                                            | 522                                            |
| 1910 | 1910                                           |                                                | 534                                            | 534                                            |
| 1925 | 1925                                           |                                                | 499                                            | 499                                            |
| 1939 | 1939                                           |                                                | 457                                            | 457                                            |
| 1946 | 1946                                           |                                                | 621                                            | 621                                            |
| 1950 | 1950                                           |                                                | 576                                            | 576                                            |
| 1956 | 1956                                           |                                                | 483                                            | 483                                            |
| 1961 | 1961                                           |                                                | 436                                            | 436                                            |
| 1967 | 1967                                           |                                                | 421                                            | 421                                            |
| 1970 | 1970                                           |                                                | 427                                            | 427                                            |
| 1980 | 1980                                           |                                                | ?                                              | ?                                              |
| 1990 | 1990                                           |                                                | ?                                              | ?                                              |
| 2000 | 2000                                           |                                                | ?                                              | ?                                              |
| 2011 | 2011                                           |                                                | 321                                            | 321                                            |
| Datenquelle: Historisches Gemeindeverzeichnis für Hessen: Die Bevölkerung der Gemeinden 1834 bis 1967. Wiesbaden: Hessisches Statistisches Landesamt, 1968. Weitere Quellen: ; Zensus 2011 |                                                |                                                |                                                |                                                |

### Historische Religionszugehörigkeit
| • 1829: | 4522 evangelische, ein katholischer Einwohner                     |
| • 1961: | 403 evangelische (= 92,43 %), 32 katholische (= 7,34 %) Einwohner |

Helpershain gehört heute zum evangelischen Gruppenpfarramt Vogelsberg.

## Politik
Für Helpershain besteht ein Ortsbezirk (Gebiete der ehemaligen Gemeinde Helpershain) mit Ortsbeirat und Ortsvorsteher nach der Hessischen Gemeindeordnung.
Der Ortsbeirat besteht aus fünf Mitgliedern. Bei den Kommunalwahlen in Hessen 2021 betrug die Wahlbeteiligung zum Ortsbeirat 65,88 %. Alle Kandidaten gehörten der „Gemeinschaftsliste Helpershain“ an. Der Ortsbeirat wählte Mario Eifert zum Ortsvorsteher.

## Vereine
In Helpershain gibt es einen Schützenverein, einen Jugendarbeitskreis, die VDK Ortsgruppe, einen Angelverein, die Freiwillige Feuerwehr und einen Karnevalsklub.

## Kulturdenkmäler
Siehe Liste der Kulturdenkmäler in Helpershain

## Wirtschaft und Infrastruktur
Auf dem 578 m hohen Goldnen Steinrück zwischen Helpershain, Dirlammen, Engelrod und Meiches befindet sich der größte zusammenhängende Windpark in Hessen mit mehr als 40 Windkraftanlagen (→ Windpark „Goldner Steinrück“).

## Persönlichkeiten
- Wolfgang Gerhardt (1943–2024), Politiker (FDP), geboren in Helpershain